# Frekvenčna modulacija
Frekvenčna modulacija (skrajšano FM) je postopek spreminjanja frekvence nosilnega signala v ritmu modulacijskega signala - informacije. FM v nasprotju z amplitudno modulacijo (AM) omogoča večji dinamični razpon informacijskega signala in je posledično manj dovzeten za motnje. Postopek je z matematičnega stališča pravilno raziskal ameriški teoretik John Renshaw Carson že leta 1922, praktično izvedel pa elektroinženir Edwin Howard Armstrong.